# Formica fusca
Formica fusca este o furnică de culoare neagră întâlnită în mod obișnuit în întreaga Europă, precum și în părți din Asia de Sud și Africa. Are denumirile comune furnica mătăsoasă sau furnica întunecată. Zpba din regiunea paleaearctică se întinde de la Portugalia în vest până la Japonia în est și de la Italia în sud până la Fennoscandia în nord. Populațiile din America de Nord au fost împărțite ca o specie separată, Formica subaenescens. Cuiburile de F. fusca se găsesc de obicei în cioturile de copaci putreziți sau sub pietre, în zonele tăiate la negru și de-a lungul marginilor pădurii și a gardurilor vii.

## Eusocialitate
Coloniile sunt facultativ poligine (deși slab); deși reginele coexistă pe cale amiabilă, contribuția la puiet tinde să fie inegală. Cuiburile sunt de obicei mici, conținând 500-2.000 de muncitori. Muncitorii sunt mari, de 8–10 millimetrui (0,3–0,4 in) lungime și se mișcă rapid, deși timizi. Pentru a se asigura că ouăle de pereche care nu sunt în cuib nu sunt crescute, acești lucrători se vor angaja într-un proces cunoscut sub numele de poliție a lucrătorilor.
Formele înaripate sunt produse în iunie/iulie, iar zborurile nupțiale sunt în iulie/august. 
Un studiu a găsit dovezi de nepotism în F. fusca,Hannonen, M. și Sundström, L. (2003) Nepotism muncitor printre furnicile poligine. Nature, 421:910.în contrast cu experimentele anterioare cu alte specii de furnici;Snyder, L. (1993) Interacțiuni comportamentale non-aleatoare între subgrupuri genetice într-o furnică poligină. Animal Behavior, 46:431-439.</ref> this conclusion has been challenged, however, on the grounds that the observed pattern may result from differences in egg viability.

## Ecologie
F. fusca se hrănește cu insecte mici, cum ar fi larvele de molie de tălpi, afidele de miere și nectarul extrafloral. 
S-a constatat că muncitorii au o rezistență foarte mare la unii agenți patogeni și se crede că acest lucru se poate datora lui F. fusca utilizând proprietățile antibiotice ale acidului lor formic, în plus față de utilizarea glandei metapleurale.

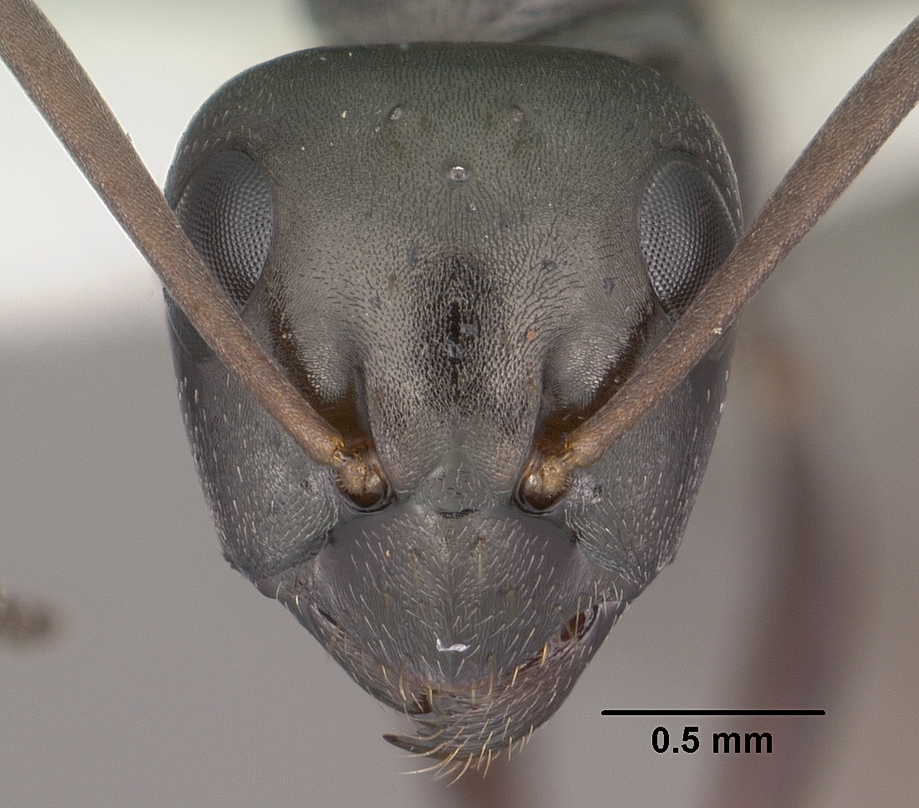
cap de Formica fusca

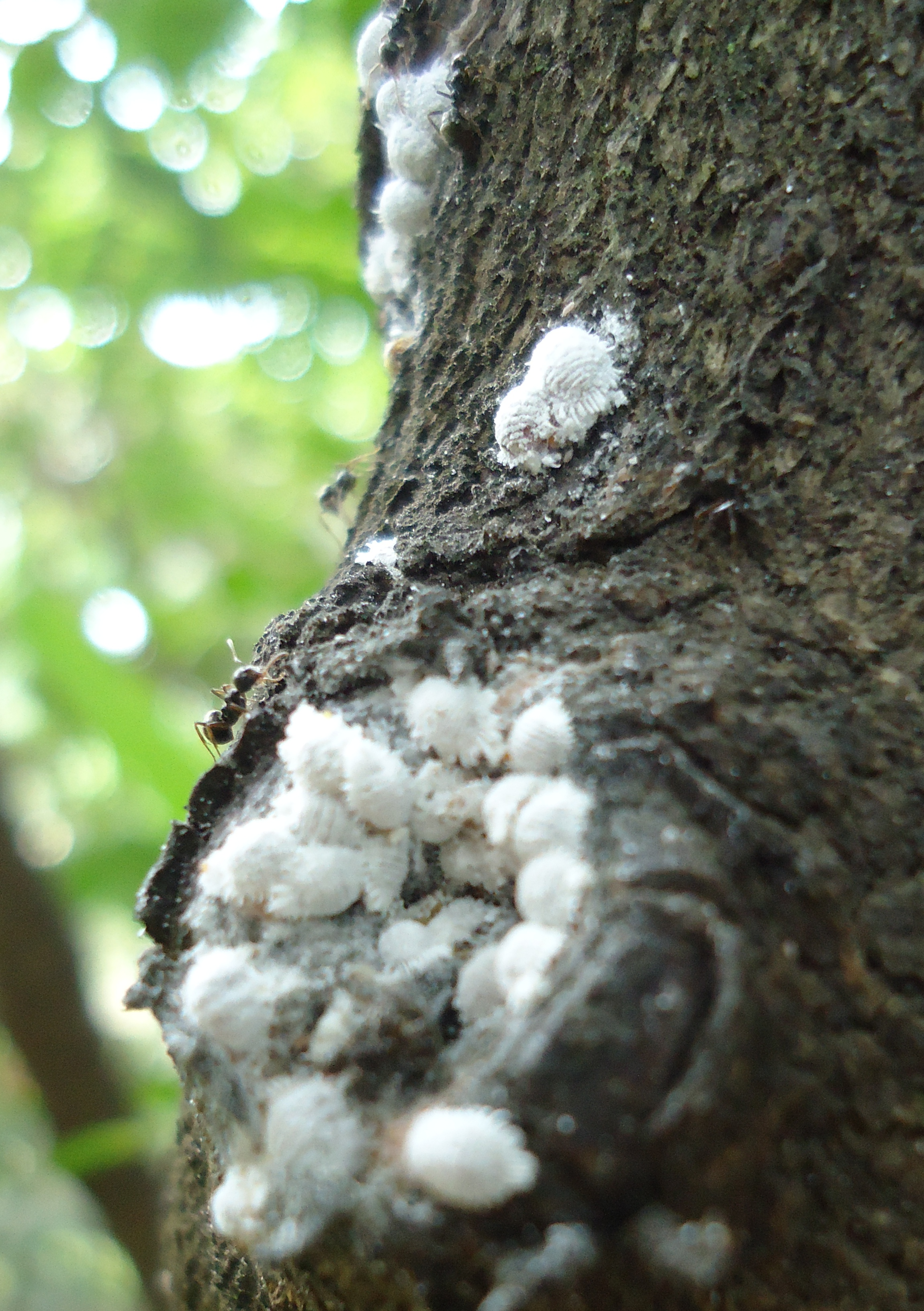
Furnici mutuale Formica fusca care îngrijesc o turmă de coșnițele